# Atraphaxis irtyschensis
Atraphaxis irtyschensis Chang Y.Yang & Y.L.Han – gatunek rośliny z rodziny rdestowatych (Polygonaceae Juss.). Występuje naturalnie w zachodnich Chinach – w północnej części regionu autonomicznego Sinciang. 

## Morfologia
PokrójZrzucający liście krzew dorastający do 1–1,5 m wysokości. Gałęzie są kolczaste.
LiścieIch blaszka liściowa ma równowąski lub lancetowaty kształt. Mierzy 15–30 mm długości oraz 1–3 mm szerokości, o nasadzie łagodnie zbiegającej po ogonku i spiczastym wierzchołku. Gatka ma obły kształt i dorasta do 5–7 mm długości.
KwiatyZebrane w grona, rozwijają się na szczytach pędów. Listków okwiatu jest 5, mają owalny kształt i zielono-białawą barwę, mierzą do 5–6 mm długości.
OwoceNiełupki o jajowatym kształcie, osiągają 5 mm długości.

## Biologia i ekologia
Rośnie na wydmach, na terenach nizinnych. Kwitnie od maja do czerwca. 